# Moulédous
Moulédous ist eine französische Gemeinde mit 212 Einwohnern (Stand 1. Januar 2022) im Département Hautes-Pyrénées in der Region Okzitanien. Sie gehört zum Kanton La Vallée de l’Arros et des Baïses und zum Arrondissement Tarbes.

## Lage
Sie ist umgeben von folgenden Nachbargemeinden:
| Goudon | Peyriguère                                  | Orieux           |
| Gonez  | Kompassrose, die auf Nachbargemeinden zeigt | Bernadets-Dessus |
| Sinzos | Clarac                                      | Tournay          |

## Bevölkerungsentwicklung
| Jahr                       | 1962 | 1968 | 1975 | 1982 | 1990 | 1999 | 2008 | 2016 |
| -------------------------- | ---- | ---- | ---- | ---- | ---- | ---- | ---- | ---- |
| Einwohner                  | 132  | 134  | 121  | 114  | 146  | 144  | 171  | 209  |
| Quellen: Cassini und INSEE |      |      |      |      |      |      |      |      |

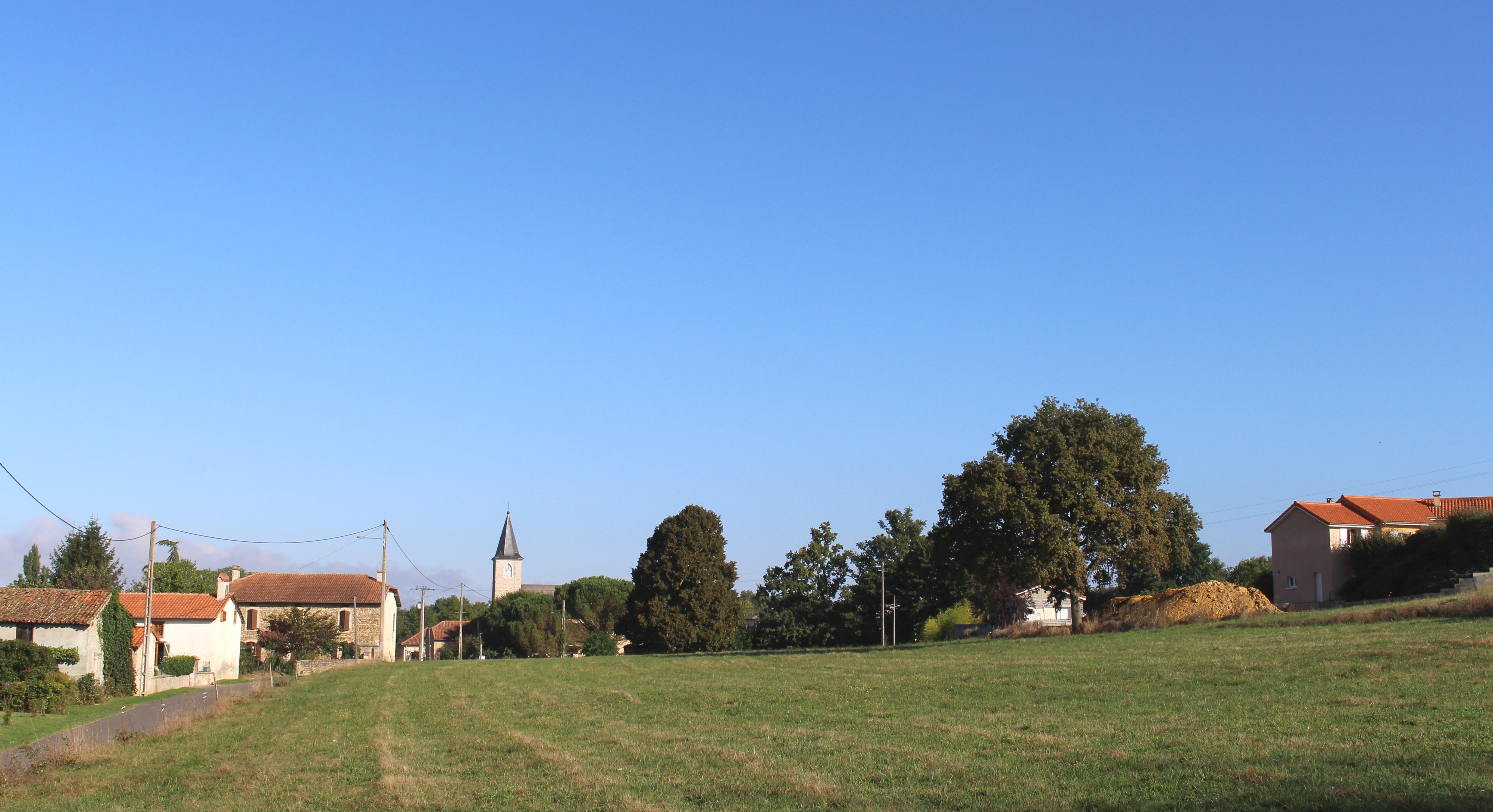
Das Dorf Moulédous
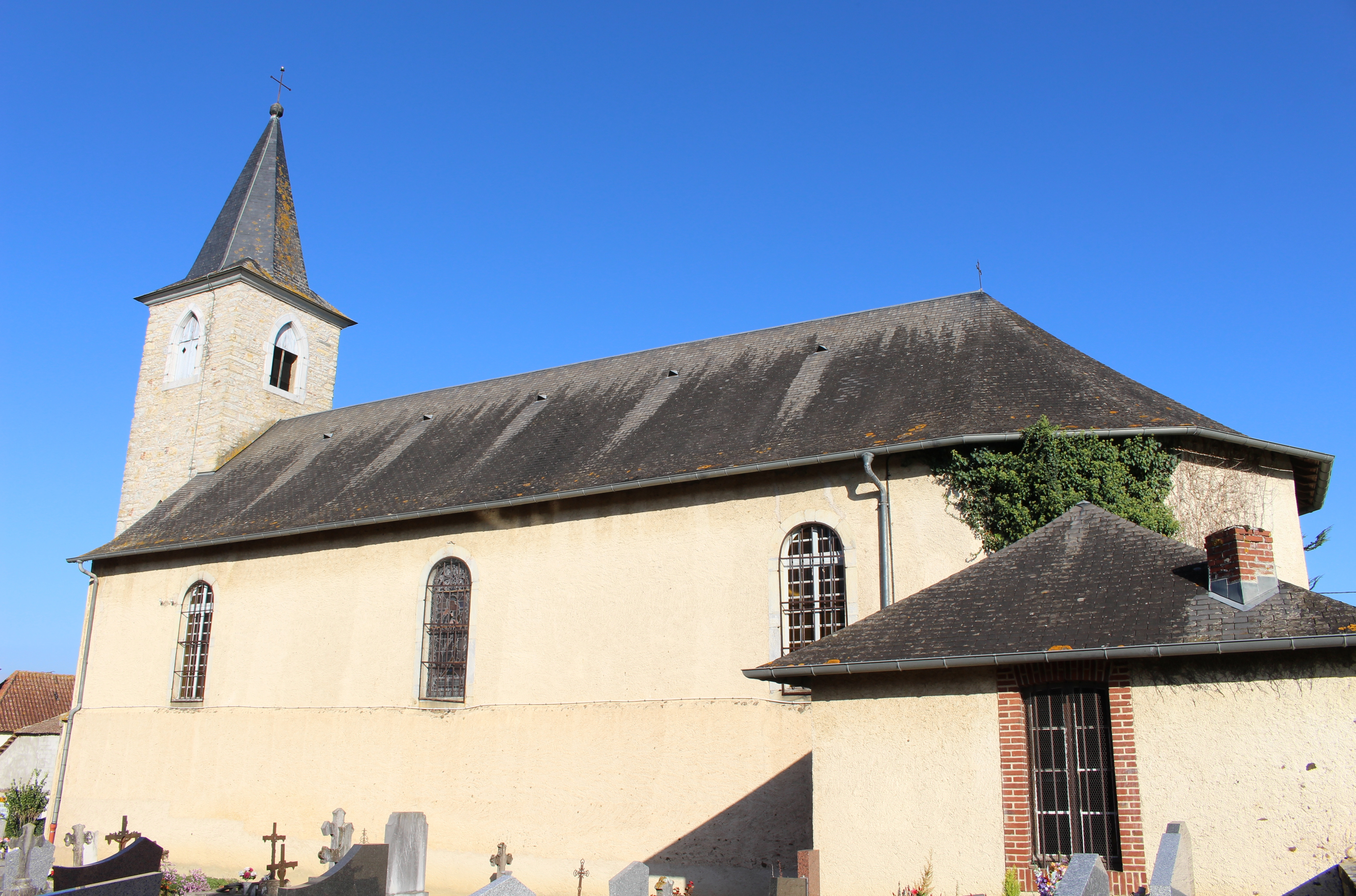
Himmelfahrts-Kirche (Église de l'Assomption) in Moulédous